# .ht
.ht je vrhovna internetska domena (country code top-level domain - ccTLD) za karibsku državu Haiti. Domenom upravlja Réseau de Développement Durable d'Haïti.

## Vanjske poveznice
- IANA .ht whois informacija  Arhivirana inačica izvorne stranice od 29. kolovoza 2008. (Wayback Machine)